# Ariadna na Naksos (opera Richarda Straussa)
Ariadna na Naksos (Ariadne auf Naxos) – opera z muzyką Richarda Straussa i librettem Hugo von Hofmannsthala.

## Osoby
- Majordomus (Der Haushofmeister) – rola mówiona (Prolog)
- Nauczyciel Muzyki (Der Musiklehrer) – baryton (Prolog)
- Kompozytor (Der Komponist) – mezzosopran (partia travesti, Prolog)
- Tenor/Bachus (Der Tenor/Bacchus) – tenor (Prolog/Opera)
- Oficer (Der Offizier) – tenor (Prolog)
- Nauczyciel Tańca (Der Tanzmeister) – tenor (Prolog)
- Perukarz (Der Perückenmacher) – bas (Prolog)
- Lokaj (Lakai) – bas (Prolog)
- Primadonna/Ariadna (Primadonna/Ariadne) – sopran (Prolog/Opera)
- Zerbinetta – sopran (Prolog/Opera)
- Arlekin (Harlekin) – baryton (Prolog/Opera)
- Scaramouche – tenor (Prolog/Opera)
- Truffaldin – bas (Prolog/Opera)
- Brighella – tenor (Prolog/Opera)
- Najada (Najade) – sopran (Opera)
- Driada (Dryade) – mezzosopran (Opera)
- Echo – sopran (Opera)

## Treść
Prolog (tylko wersja 1916). Wiedeń, koniec XVII w.
W domu najbogatszego wiedeńczyka trwają przygotowania do przedstawienia muzycznego, które ma uświetnić odbywające się przyjęcie. Obecni są artyści wystawiający operę seria Ariadna na Naksos (Kompozytor, Nauczyciel Muzyki, Primadonna, Tenor) i trupa commedia dell’arte, przygotowująca pikantną komedyjkę Niewierna Zerbinetta i jej czterej kochankowie (Zerbinetta, Arlekin, Scaramouche, Truffaldin, Brighella, Nauczyciel Tańca). Młody, ambitny Kompozytor jest oburzony sąsiedztwem jego wielkiego utworu z jarmarczną rozrywką. Napięcie sięga zenitu gdy Majordomus przynosi nowinę: obie sztuki mają być wykonane równocześnie, by planowany pokaz ogni sztucznych odbył się punktualnie. Komedianci naprędce zapoznają się z librettem Ariadny i mają improwizować swoje wstawki do niej. Nauczyciel Muzyki namowami, a Zerbinetta uwodzicielskim wdziękiem łagodzą oburzenie Kompozytora, ale gdy przedstawienie ma się już rozpocząć wybiega on zrozpaczony.
Opera. Wyspa Naksos, starożytność.
Trzy nimfy (Najada, Driada i Echo) obserwują płaczącą przez sen Ariadnę. Księżniczka budzi się i rozpacza z powodu utraty ukochanego Tezeusza, którą ją porzucił. Pojawia się Zerbinetta ze swoimi kompanami, którzy bezskutecznie usiłują rozbawić Ariadnę. W długim monologu Zerbinetta przedstawia swoje spojrzenie na afery miłosne: kochankowie przychodzą i odchodzą, a każdy jest nowym rozdziałem w życiu kobiety. Ariadna rozpacza nadal i modli się o śmierć, kiedy na wyspie pojawia się Bachus, szukający Kirke, która go rozkochała w sobie czarami. Ariadna bierze młodego boga za Hermesa, posłańca śmierci i przyjmuje go z ekstazą, a Bachus zakochuje się w pięknej księżniczce. Stopniowo uczucie narasta i łączy parę bohaterów; razem wstępują na statek Bachusa i wzlatują do gwiazd.

## Historia utworu
Pierwsza, jednoaktowa wersja Ariadny na Naksos powstała w latach 1911-1912 i stanowiła część spektaklu dramatyczno-operowego będącego adaptacją komedii Moliera Mieszczanin szlachcicem. Utwór został napisany dla wielkiego niemieckiego reżysera teatralnego Maxa Reinharda, w podzięce za jego pomoc w przygotowaniu prapremiery Kawalera srebrnej róży. Mieszczanina szlachcicem (Der Bürger aus Edelmann) z Ariadną na Naksos wstawioną w miejsce „ceremonii tureckiej” i skomponowaną przez Straussa muzyką do części dramatycznej wystawiono po raz pierwszy w stuttgarckim Hoftheater 25 października 1912 r. Całość trwała ok. 6 godzin i nie mogła zadowolić w pełni ani miłośników dramatu (z powodu cięć w tekście Moliera), ani melomanów (na operę Straussa trzeba było czekać do ostatniego aktu). W tej wersji Ariadna na Naksos nie utrzymała się długo na scenach.
Hofmannsthal długo namawiał Straussa na przeróbkę opery w celu jej usamodzielnienia. W 1913 r. napisał prolog, do którego w 1916 r. Strauss skomponował muzykę. Tak powstała druga wersja Ariadny na Naksos, składająca się z Prologu i właściwej (nieco zmodyfikowanej) Opery; prapremiera tej wersji odbyła się w wiedeńskiej Hofoper 4 października 1916 r. W partii Primadonny/Ariadny wystąpiła (podobnie jak w pierwszej wersji) Maria Jeritza, Tenorem/Bachusem był Béla Környei, Zerbinettą – Selma Kurz, Nauczycielem Muzyki – Hans Duhan, a w roli Kompozytora, po raz pierwszy w karierze śpiewająca wielką partię, zaprezentowała się Lotte Lehmann. Utwór odniósł wielki sukces i na stałe dostał się do repertuaru światowego.
Partię Ariadny śpiewały wielkie soprany XX w., m.in. Maria Reining, Lotte Lehmann, Leonie Rysanek, Victoria de los Angeles, Lisa Della Casa, Régine Crespin, Gundula Janowitz, Anna Tomowa-Sintow, Margaret Price, Montserrat Caballé, Jessye Norman, Hildegard Behrens.
Słynnymi wykonawczyniami mezzosopranowej partii Kompozytora były Elisabeth Schumann, Sena Jurinac, Irmgard Seefried, Christa Ludwig, Tatiana Troyanos.
Niezwykle wymagającą partię koloraturową Zerbinetty miały w repertuarze m.in. Maria Ivogün, Erna Berger, Alda Noni, Rita Streich, Hilde Güden, Kathleen Battle, Edita Gruberová, Natalie Dessay. Nieliczne tylko śpiewaczki są w stanie wykonać pierwotną wersję partii Zerbinetty, która została później nieco uproszczona. W wersji stuttgarckiej słynna kilkunastominutowa scena solowa Grossmächtige Princessin... wymaga od śpiewaczki sięgnięcia niebotycznego trzykreślnego „fis”. W wersji wiedeńskiej, skróconej i obniżonej, niezbędne jest tylko „e”, dźwięk będący w zasięgu typowego sopranu koloraturowego.